# Willy Sagnol
Willy Sagnol (n. 18 martie 1977) este un antrenor francez de fotbal și fost jucător care a activat pe poziția de fundaș. El a petrecut cea mai mare parte a carierei sale profesioniste la Bayern München în Bundesliga germană. De asemenea el a reprezentat echipa națională de fotbal a Franței la Campionatul Mondial de Fotbal 2002, Euro 2004, Campionatul Mondial de Fotbal 2006 și Euro 2008.
În prezent este selecționer al echipei naționale de fotbal a Georgiei.

## Viața personală
Willy Sagnol este căsătorit și are patru copii.

## Statistici carieră
La 28 decembrie 2008.
|               |                |               | League  | League | Cupă            | Cupă            | Cupa Ligii        | Cupa Ligii        | Continental | Continental | Total   | Total  |
| Sezon         | Club           | League        | Meciuri | Goluri | Meciuri         | Goluri          | Meciuri           | Goluri            | Meciuri     | Goluri      | Meciuri | Goluri |
| France        | France         | France        | League  | League | Coupe de France | Coupe de France | Coupe de la Ligue | Coupe de la Ligue | Europe      | Europe      | Total   | Total  |
| ------------- | -------------- | ------------- | ------- | ------ | --------------- | --------------- | ----------------- | ----------------- | ----------- | ----------- | ------- | ------ |
| 1995–96       | Saint-Étienne  | Division 1    | 10      | 0      |                 |                 |                   |                   | -           | -           |         |        |
| 1996–97       | Saint-Étienne  | Division 2    | 36      | 1      |                 |                 |                   |                   | -           | -           |         |        |
| 1997–98       | Monaco         | Division 1    | 25      | 0      |                 |                 |                   |                   | 8           | 0           |         |        |
| 1998–99       | Monaco         | Division 1    | 20      | 0      |                 |                 |                   |                   | 4           | 0           |         |        |
| 1999–00       | Monaco         | Division 1    | 26      | 0      |                 |                 |                   |                   | 6           | 0           |         |        |
| Germany       | Germany        | Germany       | League  | League | DFB-Pokal       | DFB-Pokal       | Other             | Other             | Europe      | Europe      | Total   | Total  |
| 2000–01       | Bayern München | Bundesliga    | 27      | 0      | 1               | 0               | 1                 | 0                 | 14          | 0           | 43      | 0      |
| 2001–02       | Bayern München | Bundesliga    | 28      | 1      | 1               | 0               | 0                 | 0                 | 12*         | 0           | 41      | 1      |
| 2002–03       | Bayern München | Bundesliga    | 23      | 2      | 5               | 1               | 1                 | 0                 | 4           | 0           | 33      | 3      |
| 2003–04       | Bayern München | Bundesliga    | 21      | 1      | 3               | 0               | 0                 | 0                 | 6           | 0           | 30      | 1      |
| 2004–05       | Bayern München | Bundesliga    | 22      | 1      | 4               | 0               | 0                 | 0                 | 7           | 0           | 33      | 1      |
| 2005–06       | Bayern München | Bundesliga    | 31      | 1      | 5               | 0               | 1                 | 0                 | 7           | 0           | 44      | 1      |
| 2006–07       | Bayern München | Bundesliga    | 23      | 1      | 3               | 0               | 2                 | 0                 | 9           | 0           | 37      | 1      |
| 2007–08       | Bayern München | Bundesliga    | 9       | 0      | 3               | 0               | 0                 | 0                 | 5           | 0           | 17      | 0      |
| 2008–09       | Bayern München | Bundesliga    | 0       | 0      | 0               | 0               | 0                 | 0                 | 0           | 0           | 0       | 0      |
| Total         | Franța         | Franța        | 118     | 1      |                 |                 |                   |                   | 18          | 0           |         |        |
| Total         | Germania       | Germania      | 184     | 7      | 25              | 1               | 5                 | 0                 | 64          | 0           | 278     | 8      |
| Total carieră | Total carieră  | Total carieră | 302     | 8      |                 |                 |                   |                   | 82          | 0           |         |        |

*Include UEFA Super Cup și Intercontinental Cup.

## Palmares

### Club
AS Monaco
- Ligue 1: 1999–00
- Trophée des champions: 1997, 2000

FC Bayern München
- Bundesliga: 2000–01, 2002–03, 2004–05, 2005–06, 2007–08
- DFB-Pokal: 2002–03, 2004–05, 2005–06, 2007–08
- Liga-Pokal: 2004, 2007
- Liga Campionilor UEFA: 2000–01
- Cupa Intercontinentală: 2001

### Internațional
Franța
- Campionatul Mondial de Fotbal: Finalist 2006
- Cupa Confederațiilor FIFA: 2001, 2003